# Pedicularis debilis
Pedicularis debilis är en snyltrotsväxtart. Pedicularis debilis ingår i släktet spiror, och familjen snyltrotsväxter.

## Underarter
Arten delas in i följande underarter:
- P. d. debilior
- P. d. debilis